# Treny

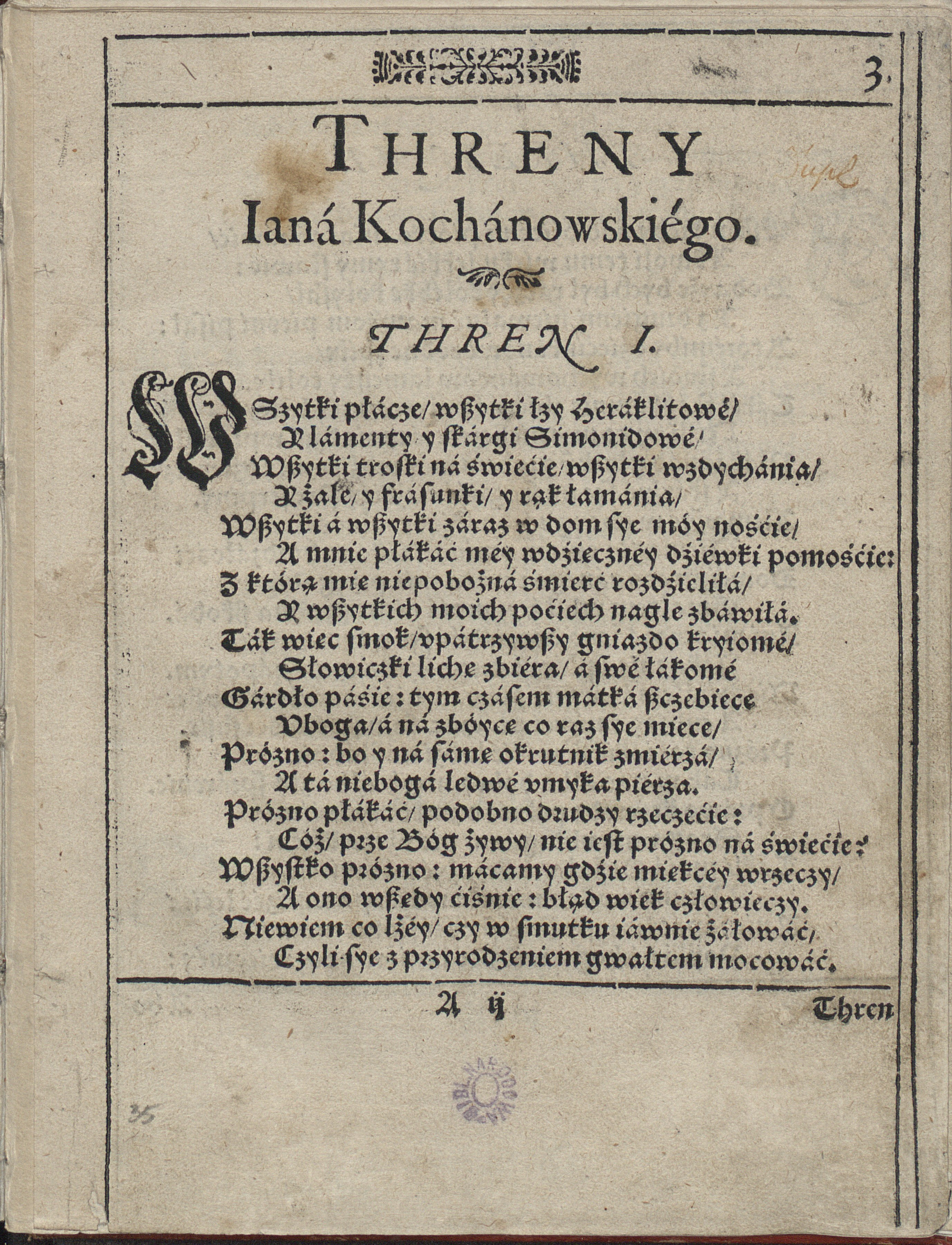
Tren 1 w wydaniu z 1585

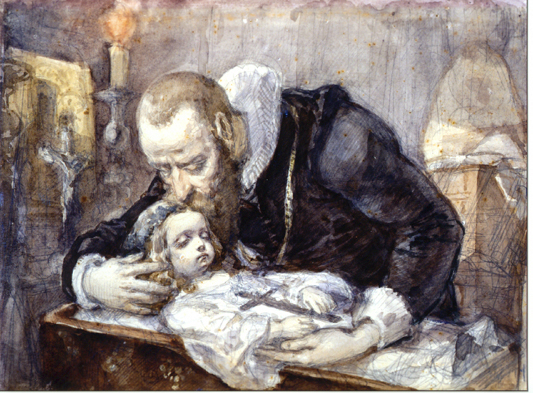
Jan Kochanowski nad zwłokami Urszulki, pędzla Jana Matejki

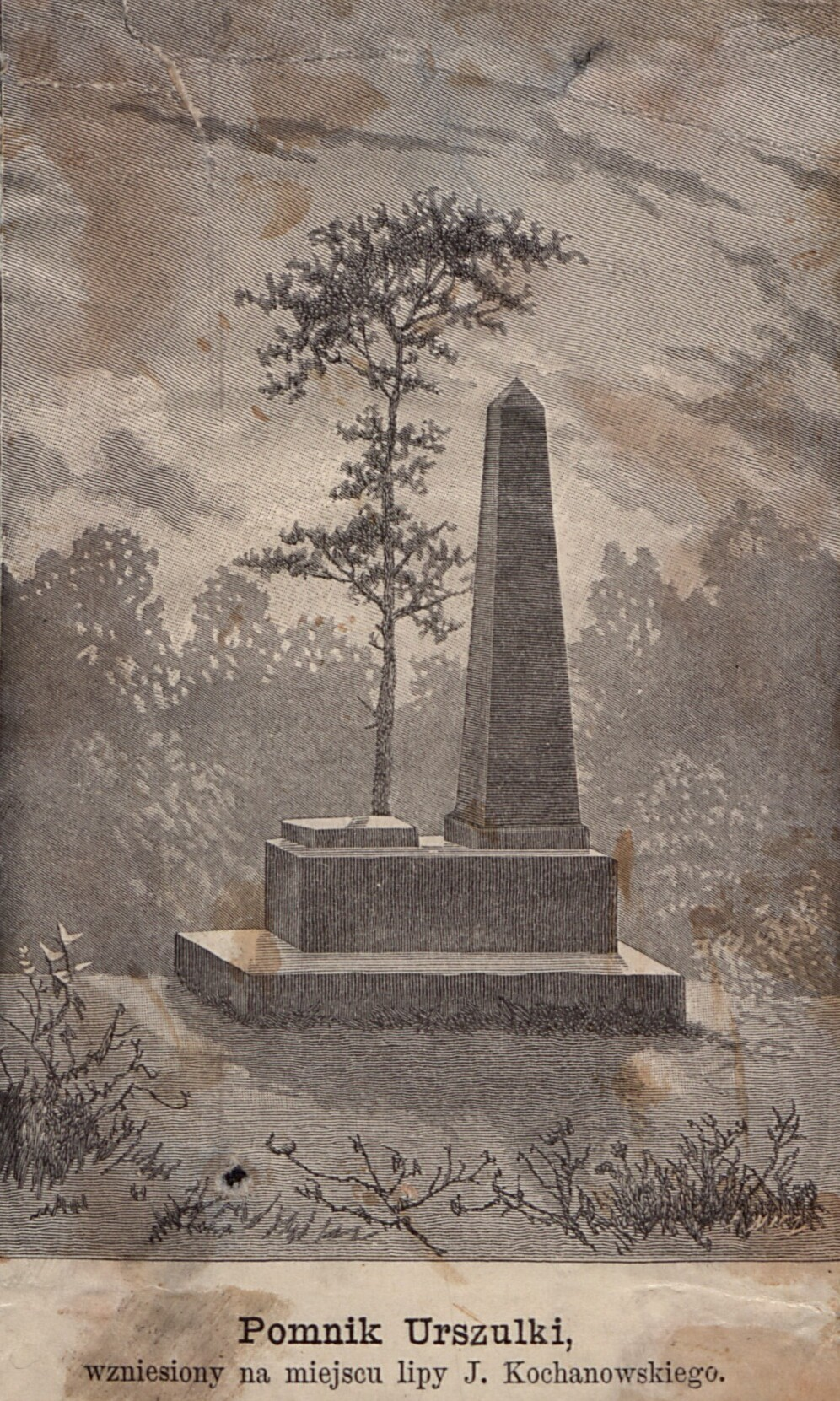
Pomnik Urszulki wzniesiony na miejscu lipy J. Kochanowskiego, 1868 r.

Treny – cykl trenów Jana Kochanowskiego składający się z 19 wierszy, poświęconych jego zmarłej w dzieciństwie córce Urszuli.
Treny były pisane przez kilka lub kilkanaście miesięcy. Zostały wydane w 1580 r. w Krakowie (wznowione w 1583 i 1585).

## Treść cyklu
Poeta napisał 19 trenów, numerowanych cyframi rzymskimi. Poprzedził je dedykacją: „Orszuli Kochanowskiej, wdzięcznej, uciesznej, niepospolitej dziecinie...”, zaś w drugim wydaniu dołączył utwór Epitafium Hannie Kochanowskiej (poświęcony zmarłej niedługo po Urszuli córce Hannie).
Są to utwory o charakterze lamentacyjno-refleksyjnym. Rozpamiętywanie śmierci dwuipółletniej córki prowadzi do rozważań nad nieprzydatnością filozofii stoickiej jako remedium na rozpacz, a także do kryzysu wiary, który poeta próbuje przezwyciężyć w ostatnich utworach zbioru. W ostatnim trenie ukazuje mu się matka, która pociesza go wizją życia pozagrobowego, oraz napomina, by nie trwał w rozpaczy. Treny są najbardziej osobistym dziełem poety, stanowią wypowiedź autobiograficzną.

## Konstrukcja dzieła
Kochanowski pisząc Treny, odwołał się do topiki epicedium, tj. mów pogrzebowych, której bohaterami mogli być zasłużeni i znani ludzie (personae graves). Ponieważ jednak bohaterem Trenów było zmarłe dziecko (persona levis), twórca wybrał formę trenu, która miała bardziej wszechstronne zastosowanie. Na topikę epicedium składały się następujące punkty inwencyjne:
- pochwała zmarłego,
- lament,
- ukazanie wielkości poniesionej straty,
- pocieszenie (tzw. konsolacja),
- napomnienie, by dłużej nie trwać w żałobie[1].

Poeta wykorzystał utrwalone w tradycji elementy gatunku, ale nie przestrzegał ściśle ich kolejności (zwłaszcza początkowe toposy potraktował swobodnie, zakończenie stanowi już regularne pocieszenie i napominanie), wprowadził także do cyklu rozważania o charakterze światopoglądowym.

## Dziedzictwo
W 1930 roku poeta Józef Wittlin napisał Tren XX, w czytelny sposób nawiązujący do cyklu Kochanowskiego.
Także Władysław Broniewski w wierszu Jesionowa trumna nawiązał tematyką do Trenów.
Urszula Kochanowska jest bohaterką i narratorką wiersza Bolesława Leśmiana pod tym tytułem. Marian Hemar w jednoaktówce Ostatni Tren wplótł (ułożony przez siebie, a naśladujący mistrzowsko poetykę Kochanowskiego) Dwudziesty Tren do rozmowy Jana z Czarnolasu z Aniołem Polskiej Poezji.

## Analogiczna twórczość
Kilka utworów po śmierci dzieci ułożył rzymski poeta Stacjusz. Z utworów renesansowych wskazać należy utwory włoskich humanistów: Domizia Broccarda (XV w.), Angela di Costanzo (XVI w.) czy zwłaszcza Giovanniego Pontana (Tumuli, Naeniae - zbiory wydane na początku XVI w., ułożone po śmierci córki), którego twórczość Kochanowski najprawdopodobniej znał. 
Utwory o podobnym charakterze tworzył niemiecki poeta Friedrich Rückert (1788–1866). Po śmierci dwojga swoich dzieci na płonicę napisał 428 wierszy im poświęconych (niem. Kindertodtenlieder, pol. dosł. Pieśni pogrzebowe dla dzieci).